# St. Gallen
St. Gallen ali tradicionalno St. Gall, v nemščini včasih Sankt Gallen; francosko Saint-Gall; italijansko San Gallo; retoromansko Son Gagl) je švicarsko mesto, glavno mesto kantona St. Gallen. Razvil se je iz eremitaže sv. Galla, ustanovljene v 7. stoletju. Samo mesto ima 76.000 prebivalcev, velika urbana aglomeracija pa okoli 167.000 - leta 2019) in predstavlja središče vzhodne Švice. Gospodarstvo sestavlja predvsem storitveni sektor. V mestu je Univerza St. Gallen, ena najboljših poslovnih šol v Evropi.
Glavna turistična atrakcija je samostan Sankt Gallen, ki je na Unescovem seznamu svetovne dediščine. Znana samostanska knjižnica vsebuje knjige iz 9. stoletja. Uradni jezik St. Gallna je (švicarska različica standardne) nemščine, glavni govorni jezik pa je lokalna različica alemanskega švicarskonemškega narečja. Mesto ima dobre prometne povezave s preostalo državo ter s sosednjo Nemčijo in Avstrijo. Deluje tudi kot vrata v Appenzellerland.

## Zgodovina

### Zgodnja zgodovina
Mesto St. Gallen je zraslo okoli samostana Sankt Gallen, ustanovljenega v 8. stoletju. Samostan naj bi bil zgrajen na mestu eremitaže irskega misijonarja Gallusa, ki se je po legendi uveljavil ob reki Steinach leta 612. Samostan je ustanovil sveti Othmar c. 720.
Samostan je v 9. stoletju napredoval in postal romarsko središče ter trgovsko središče s pripadajočimi gostišči, hlevi in drugimi objekti, bolnišnico, eno prvih samostanskih šol severno od Alp. Do 10. stoletja je okoli samostana zraslo naselje.
Leta 926 so madžarski napadalci napadli samostan in okoliško mesto. Sveta Wiborada, prva ženska, ki jo je Vatikan formalno kanoniziral , naj bi videla vizijo bližajočega se napada in menihe in državljane opozorila, naj bežijo. Medtem ko so menihi in opatijski zaklad pobegnili, se je Wiborada odločila, da ostane zadaj in so jo napadalci ubili. Med letoma 924 in 933 so Madžari znova ogrozili samostan in njegove knjige odnesli na varno v Reichenau. Vse knjige niso bile vrnjene.
26. aprila 937 je požar uničil večino samostana in se razširil v sosednje naselje. Vendar je bilo knjižnici prizaneseno. Približno leta 954 je bil okoli samostan postavljen zaščitni zid; do leta 975 je opat Notker dokončal zid, sosednje naselje pa je začelo naraščati v mesto St Gallen. Obzidje z vrati in stolpi je bilo zgrajeno leta 953/954 pod opatom Annom in 971-975 pod opatom Notkerjem pa prva ustanovitev samostana in z njim povezano naselje kot mesto.

### Neodvisnost od samostana
Od poznega 12. stoletja se je mesto St. Gallen vse bolj zavzemalo za neodvisnost od samostana. Leta 1180 je bil v mestu nameščen cesarski uradnik, ki ni odgovarjal opatu.
Leta 1207 je opat Ulrich von Sax od švicarskega kralja Filipa Švabskega, nemškega kralja, dobil čin cesarskega kneza (Reichsfürst). Kot cerkvena kneževina naj bi samostan St. Gallen predstavljal pomembno teritorialno državo in glavno regionalno silo v severni Švici.
Mesto St. Gallen se je postopoma osvobodilo vladavine opata. Opat Wilhelm von Montfort je leta 1291 podelil državljanom posebne privilegije. Približno leta 1353 so cehi, ki jih je vodil ceh tkalcev blaga, prevzeli nadzor nad civilno vlado. Leta 1415 je mesto odkupilo prostost od nemškega kralja Sigismunda.

### Pridružitev Stari švicarski konfederaciji
Leta 1405 so se opatovi posesti Appenzell uspešno uprli in leta 1411 postali zavezniki Stare švicarske konfederacije. Nekaj mesecev kasneje je mesto St. Gallen postalo tudi njen zaveznik. Leta 1454 so se pridružili 'večnemu zavezništvu' kot polnopravni člani Konfederacije in se leta 1457 popolnoma otresli opata.
Vendar je samostan leta 1451 postal zaveznik Züricha, Luzerna, Schwyza in Glarusa, ki so bili vsi člani Konfederacije.
Ulrich Varnbüler je bil zgodnji župan St. Gallena in morda eden najbolj barvitih. Hans, oče Ulricha, je bil v začetku 15. stoletja pomemben v mestnih zadevah v St. Ulrichu, je vstopil v javne zadeve v začetku 1460-ih in dosegel različne službe in časti, ki so na voljo nadarjenemu in ambicioznemu človeku. Lepe lastnosti je pokazal kot terenski poveljnik čet St. Gallna v burgundskih vojnah.
V bitki pri Grandsonu (1476) so bile njegove enote del predhodnih enot Konfederacije in sodelovale v slavnem napadu. Velika slika Ulricha, ki se zmagoslavno vrača v St. Gallen, je še vedno razstavljena v mestu.
Po vojni je Varnbüler pogosto zastopal St. Gallen v različnih parlamentih Konfederacije. Decembra 1480 se je Varnbülerju prvič ponudilo mesto župana. Od takrat je služboval na več vodstvenih položajih in veljal za mestnega intelektualnega in političnega vodjo.
Po besedah Vadiana, ki je dobro razumel svoje sodobnike, je bil »0Ulrich zelo inteligenten, pozoren in zgovoren človek, ki je v veliki meri užival zaupanje državljanov«.
Tudi njegov ugled med konfederati je bil velik. Vendar se je v poznih 1480-ih zapletel v konflikt, ki naj bi imel resne negativne posledice zanj in za mesto.
Leta 1463 je Ulrich Rösch prevzel upravljanje samostana Sankt Gallen. Bil je ambiciozen prelat, katerega cilj je bil po vseh izgubah v Apenzellski vojni samostan na vse možne načine vrniti v ospredje.
Njegova nemirna ambicija je žalila politične in materialne interese njegovih sosedov. Ko je poskrbel za pomoč papeža in cesarja, da bi uresničil načrt za selitev samostana v Rorschach ob Bodenskem jezeru, je naletel na močan odpor meščanstva St. Gallna, drugih duhovnikov in plemstva Appenzell v dolini Rena, ki so skrbeli za svoje imetje.
Na tej točki je Varnbüler vstopil v konflikt proti prelatu. Želel je omejiti povečanje moči samostana in hkrati povečati moč mesta, ki je bilo omejeno v njegovem razvoju. V ta namen je vzpostavil stik s kmeti in prebivalci Appenzella (ki jih je vodil fanatični Hermann Schwendiner), ki so iskali priložnost, da oslabijo opata.
Sprva je protestiral proti opatu in predstavnikom štirih sponzorskih kantonov (Zürich, Luzern, Schwyz in Glarus) proti gradnji novega samostana v Rorschachu. Potem je 28. julija 1489 z oboroženimi enotami iz St. Gallna in Appenzella uničil stavbe, ki so že bile v gradnji, napad, znan kot Rorschacher Klosterbruch.
Ko se je opat pritožil konfederalcem zaradi škode in zahteval popolno odškodnino, je Ulrich odgovoril s tožbo in v sodelovanju s Schwendinerjem zavrnil arbitražna prizadevanja nestrankarskih konfederatov. Klerike od Wila do Rorschacha je motiviral, da opustijo zvestobo samostanu, in govoril proti njemu na srečanju meščanov v Waldkirchu, kjer je bila ustanovljena priljubljena liga. Prepričan je bil, da štirje kantoni sponzorji ne bodo posredovali s silo zaradi prevladujočih napetosti med Konfederacijo in Švabsko ligo. Njegova odločnost se je okrepila, ko so ga prebivalci St. Gallena leta 1490 ponovno izvolili za svojega najvišjega sodnika.

### Invazija leta 1490
Ulrich Varnbüler je resnost napačno ocenil. V začetku leta 1490 so se štirje kantoni odločili, da bodo izpolnili svojo dolžnost do samostana in z oboroženo silo napadli kanton St. Gallen. Prebivalci Appenzella in lokalni duhovniki so se podredili tej sili brez večjega odpora, medtem ko se je mesto St. Gallen pripravilo na boj do konca. Ko pa so izvedeli, da so njihovi rojaki boj opustili, so izgubili zaupanje in pristali na poravnavo, ki je močno omejila mestno moč in mesto obremenila z resnimi kaznimi in odškodninami.
Ulricha, ki je prevzel odgovornost za njegove politične odločitve, je postalo strah pred bližajočim se sovražnikom. Njegovo življenje je bilo v veliki nevarnosti in bil je prisiljen pobegniti iz mesta, preoblečen v kmeta. Odpravil se je v Lindau in v Innsbruck ter na dvor kralja Maksimilijana. Zmagovalci so mu zaplenili posesti, ki so ležale zunaj mesta St. Gallen in mu prepovedali vstop v konfederacijo. Nato se je Ulrich pritožil na cesarsko sodišče (tako kot Schwendiner, ki je z njim zbežal) za vrnitev njegovega premoženja.
Tožbo sta podprla Friedrich II. in Maksimilijan, sojenje pa se je zavleklo leta: nadaljevala sta ga Ulrichova sinova Hans in Ulrich po njegovi smrti leta 1496, sčasoma pa so Varnbülerjevi dobili svoje posesti. Vendar pa so zaradi sodne tožbe nastale druge politične posledice, ker je Konfederacija dobila lastništvo nad mestom St. Gallen in zavrnila prodiranje cesarstva. Tako je konflikt okrepil odnos med Konfederacijo in mestom St. Gallen. Po drugi strani pa je zadeva poglobila odtujenost med Švico in nemškim Svetim rimskim cesarstvom, kar je sčasoma privedlo do popolne ločitve po švabski vojni.
Kljub slabemu koncu kariere je Ulrich Varnbüler ovekovečen v znamenitem lesorezu Albrechta Dürerja, ki je zdaj del lesorezne zbirke Instituta Smithsonian v Narodni galeriji umetnosti v Washingtonu, D.C.
Med Varnbülerjevimi sinovi je najstarejši (Hans / Johann) postal župan Lindaua. Bil je patriarh Badna in Württemberg Varnbüler.

### Reformacija
Od leta 1526 je takratni župan in humanist Joachim von Watt (Vadian) v St. Gallen uvedel protestantsko reformacijo. Mesto je prešlo v novo vero, medtem ko je samostan ostal rimskokatoliški. Medtem ko so ikonoklastični izgredi prisilili menihe, da so pobegnili iz mesta in odstranili podobe iz mestnih cerkva, je utrjen samostan ostal nedotaknjen. Samostan je ostal katoliška utrdba v protestantskem mestu do leta 1803.

### Sodobna zgodovina
Leta 1798 je Napoleon napadel Staro švicarsko konfederacijo in uničil Ancien Régime. Pod Helvetsko republiko sta samostan in mesto izgubila svojo moč in bila združena z Appenzellom v kanton Säntis. Helvetska republika je bila v Švici zelo nepriljubljena in je bila strmoglavljena leta 1803. Po aktu o mediaciji je mesto St. Gallen postalo glavno mesto protestantskega kantona St. Gallen.
Eno prvih dejanj novega kantona je bilo ukinjanje samostan. Menihi so bili pregnani; zadnji opat je umrl v Muriju leta 1829. Leta 1846 je preureditev v lokalnih škofijah naredila St. Gallen samostojno škofijo s samostansko cerkvijo kot stolnico, del samostanskih stavb pa škofovska rezidenca.
Gustav IV. Adolf Švedski, nekdanji švedski kralj, je zadnja leta svojega življenja preživel v St. Gallenu in tam umrl leta 1837.
V 15. stoletju je St. Gallen postal znan po proizvodnji kakovostnega tekstila. Leta 1714 je bil zenit dosežen z letno proizvodnjo 38.000 kosov blaga. Prva depresija se je zgodila sredi 18. stoletja, ki jo je povzročila močna tuja konkurenca in reforme v načinu proizvodnje bombaža. Toda St. Gallen si je opomogel in prišlo je še bolj uspešno obdobje.
Na začetku 19. stoletja so v St. Gallnu razvili prve stroje za vezenje. Leta 1910 je bila proizvodnja vezenin največja izvozna panoga (18 % celotne izvozne vrednosti) v Švici in več kot polovica svetovne proizvodnje vezenin je izvirala iz St. Gallna. Petina prebivalcev vzhodnega dela Švice je bila vključena v tekstilno industrijo. Vendar pa sta prva svetovna vojna in velika recesija povzročili še eno hudo krizo za vezenine. Šele v 1950-ih je tekstilna industrija nekoliko okrevala. Dandanes je zaradi konkurence in razširjenosti računalniško vodenih strojev za vezenje v St. Gallnu preživela le zmanjšana tekstilna industrija; vendar je njihov vezeni tekstil še vedno priljubljen pri pariških oblikovalcih visoke mode.

## Geografija
St. Gallen leži v severovzhodnem delu Švice v dolini približno 700 metrov nad morjem. Je eno najvišjih mest v Švici in tako dobi pozimi veliko snega. Mesto leži med Bodenskim jezerom in gorami Appenzellskih Alp (Säntis je najvišji vrh z 2502 metri). V bližini ponuja odlične rekreacijske površine.
Ker je mestno jedro zgrajeno na nestabilnem travniku (njegov ustanovitelj Gallus je iskal mesto za eremitažo, ne za mesto), morajo biti vse stavbe na dnu doline zgrajene na pilotih. Na primer, celotni temelj železniške postaje in njen trg temelji na stotinah pilotov.
Od leta 2017 ima St. Gallen 39,38 km² površine. Od tega se 27,7 % uporablja za kmetijske namene, 28,2 % pa je gozdnih. Od ostalega zemljišča je 42,1 % pozidanih (stavbe ali ceste), preostanek (1,9 %) pa je neproduktivnih (reke ali jezera).
Mesto je razdeljeno na četrti (Kreis): Zahod (Winkeln, Bruggen, Lachen), Center (Riethüsli, St. Georgen, Innenstadt, St.Jakob, Linsebühl - Dreilinden) in Vzhod (Rotmonten, Langgass - Heiligkreuz, St. Fiden, Notkersegg,  Neudorf-Industrie).
Med letoma 1981 in 2010 je St. Gallen imel povprečno 141 dni dežja ali snega na leto in je v povprečju prejel 1248 mm padavin. Najbolj moker mesec je bil julij, v tem času je St. Gallen povprečno prejel 172 mm dežja. V tem mesecu je bilo padavin v povprečju 13,8 dni. Mesec z največ padavinami je bil junij in julij maj. Najbolj suh mesec v letu je bil februar s povprečno 57 mm padavin v 9,1 dneh.

### Prebivalstvo
V St. Gallnu je (na dan 31. decembra 2019) živelo 76.090 prebivalcev. Od leta 2019 je bilo približno 31,4 % prebivalstva tujih državljanov. Prebivalstvo je naraslo s 4,4 % na leto. Večina prebivalstva (od leta 2000) govori nemško (83,0 %), druga najpogostejša je italijanščina (3,7 %), srbohrvaščina pa tretja (3,7 %).  Od švicarskih nacionalnih jezikov 60.297 govori nemško, 575 francosko, 2722 italijansko in 147 ljudi retoromanščino.

## Gospodarstvo
Od leta 2007 je imel St. Gallen stopnjo brezposelnosti 2,69 %. Od leta 2005 je bilo v primarnem gospodarskem sektorju zaposlenih 336 ljudi in približno 95 podjetij, ki sodelujejo v tem sektorju. V sekundarnem sektorju je zaposlenih 11.227 ljudi, v tem sektorju pa je 707 podjetij. V terciarnem sektorju je zaposlenih 48.729 ljudi, v tem sektorju pa 4035 podjetij. Oktobra 2009 je bila povprečna stopnja brezposelnosti 4,5 %.
Helvetia Insurance je glavno podjetje s sedežem v St.

## Kultura in znamenitosti
- Stare hiše St. Gallna
- Notranjost stolnice je eden najpomembnejših baročnih spomenikov v Švici
- Knjižnica v St. Gallnu
- Operna vaja pred stolnico St. Gallen, 2007
- Mestna predsoba ("Stadtlounge") na trgu  Raiffeisen

Po letih Gallusove smrti je kraj postal eno od središč germanske kulture. To je posledica ustvarjalnih del menihov, ki so sledili stopinjam ustanovitelja mesta, Gallusa. Rezultat so številne dediščine  nacionalnega pomena.
Leta 1992 je St. Gallen prejel Wakkerjevo nagrado za prizadevanja mesta, da ustvari enotno strukturo in videz v sedanji in prihodnji gradnji.

### Dediščina državnega pomena
V St. Gallnu je 28 lokacij, ki so uvrščene med švicarsko dediščino nacionalnega pomena, vključno s štirimi verskimi stavbami; samostan Sankt Gallen, nekdanji dominikanski samostan sv. Katarine, reformirana cerkev Laurenzenkirche in rimskokatoliška župnijska cerkev sv. Marije Neudorf.
V inventarju je šest muzejev ali arhivov. Sem spadajo Muzej tekstilij, Zgodovinski in etnografski muzej, Kantonalna knjižnica in mestni arhiv, Umetnostni in naravoslovni muzej, muzej v Lagerhausu in državni arhiv St. Gallen. Celotnem mestu St. Gallen je eno arheološko najdišče. Navedena sta dva mosta, Eisenbahnbrücke BT (železniški most) in Kräzern-Strassenbrücke s carinsko hišo.
Dvanajst drugih lokacij vključuje glavno železniško postajo, glavno pošto, univerzo St. Gallen, kantonalno šolo, mestno gledališče in dva stolpa; Lokremise z Wasserturmom in Tröckneturmom.